# Луна-1C
Луна-1Сі, інші назви Луна Е-1 № 3, Луна-1958C — радянська автоматична міжпланетна станція для вивчення Місяця і космічного простору, запущена 4 грудня 1958 року. Основною метою було досягти поверхні Місяця. Станція зруйнувалась через вибух паливного бака ракети-носія на 245 секунді польоту.
Космічний апарат мав випустити 1 кг натрію, щоб створити хмару з металу, яку можна спостерігати з Землі, для відстеження космічного апарата в польоті. Ще до отримання офіційної інформації про цю місію НАСА правильно визначило, що вона була місячною.